# Acmocera
Acmocera is een kevergeslacht uit de familie van de boktorren (Cerambycidae). De wetenschappelijke naam van het geslacht werd voor het eerst geldig gepubliceerd in 1835 door Dejean.

## Soorten
Acmocera omvat de volgende soorten:
- Acmocera bialbofasciata Breuning, 1976
- Acmocera compressa (Fabricius, 1801)
- Acmocera conjux Thomson, 1858
- Acmocera flavoguttata Breuning, 1935
- Acmocera hauwaertsi Breuning, 1976
- Acmocera inermis Thomson, 1858
- Acmocera insularis Breuning, 1940
- Acmocera joveri Lepesme & Breuning, 1952
- Acmocera lutosa Jordan, 1903
- Acmocera olympiana Thomson, 1858
- Acmocera transverselineata Breuning, 1977